# Шум зад кулисите
„Шум зад кулисите“ (на английски: Noises Off) е американски комедиен филм от 1992 г. на режисьора Питър Богданович, по сценарий на Марти Каплан, който е базиран на едноименната пиеса през 1982 г. от Майкъл Фраун. Във филма участват Майкъл Кейн, Карол Бърнет, Кристофър Рийв, Джон Ритър, Мерилу Хенър, Николет Шеридан, Джули Хогърти и Марк Лин-Бейкър, както и последната филмова поява на Денъм Елиът, който почина през октомври същата година.